# ビオンテック
ビオンテック（バイオンテック、バイオエヌテック などとも、ドイツ現地での名称: BioNTech SE ドイツ語発音: [ˈbaiɔntɛk]、[ˈbiːɔntɛk]）は、ドイツのマインツに本社を置くバイオテクノロジー企業である。疾患治療に対する患者特異的なアプローチのための能動免疫療法を開発している。個別化されたがん免疫療法、感染症に対するワクチン、希少疾患のタンパク質補充療法に使われるメッセンジャーRNAをベースとした医薬品候補を開発しているほか、癌の治療オプションとしての細胞療法、新規の抗体、低分子免疫調節剤を開発している。ビオンテックは、個別化されたmRNAベースのがん免疫療法を臨床試験に持ち込み、独自の製造工程を確立するため、mRNAをベースとした静脈内へ投与するためのヒト向け治療法を開発した。
2020年には、ビオンテックが開発しているCOVID-19予防のためのワクチン候補であるBNT162b2に関して、アメリカにおいて第III相試験が実施されていた。12月2日には、イギリス政府はHMR（ヒト用医薬品規制）に基づき、イギリス国内におけるBNT162b2の接種を一時的に認可した。2021年8月には、株価の急上昇によって、ビオンテックの時価総額は、一時的にUS$100 billion(1000億米ドル)を超え、ドイツで最も価値のある企業の一つであった。

## 歴史
バイオンテックは2008年、トルコ系ドイツ人の科学者であるウール・シャヒンと彼の妻であるオズレム・テュレジ、オーストリアの腫瘍学者であるクリストフ・フーバー によってドイツのマインツに設立されたバイオテクノロジー企業であり、ドイツの億万長者資産家であるStrüngmann家のシングルファミリーオフィスとミュンヘンのベンチャーキャピタル投資会社MIG Fondsから€150 millionにのぼる初期投資が出資された。ロルフ・ツィンカーナーゲルの指揮の下、科学諮問委員会の支援を受けている。
2018年8月、バイオンテックは、mRNAベースのインフルエンザ予防ワクチンを開発するために、アメリカの企業であるファイザー社と複数年にわたる研究開発協力を開始したことを発表した。本契約では、バイオンテックが第I相臨床試験を完了した後に、ファイザーがmRNAベースのインフルエンザ予防ワクチンのその後の臨床開発及び商品化について単独で責任を負うことになっている。
2019年9月には、ビル&メリンダ・ゲイツ財団との間で、HIVおよび結核プログラムを開発する契約を締結した。これは、HIVおよび結核への感染を予防し、また抗レトロウイルス療法を行わない長期の寛解のための、前臨床ワクチンおよび免疫療法の候補を特定し開発するプログラムである。2019年12月、バイオンテックは、欧州委員会の欧州投資計画の一環として、欧州投資銀行から5000万ユーロの融資を受けた。
2020年3月13日、中国の上海復星医薬はバイオンテックの5000万ドル分（158万777株）の普通株式を取得し、SARS-CoV-2に対するBNT162b2RNAワクチンの開発と生産に最大8,500万ドルまで出資することでも合意した。17日にはファイザーとのワクチンの共同開発を発表した。
2020年6月には、バイオンテックはシンガポールのテマセク・ホールディングスから2億5000万ユーロ、また欧州投資銀行から1億ユーロの融資を受けたほか、その他の投資家から強制転換社債型新株予約権付社債の私募を通じて投資を受けた。

## COVID-19ワクチンの開発
バイオンテックは、復星医薬、ファイザー とともにCOVID-19ワクチンの開発を推進している。
バイオンテックとファイザーはワクチン3億回分をEU（欧州連合）に、3000万回分をイギリスに、1億回分を米国と中国に提供する契約を締結している。また効果、安全性、ライセンスが証明された場合には日本へも1億2000万回分を提供することになっている。台湾は500万回分を契約するも破棄され、台湾当局はバイオンテックと復星医薬の提携が影響した可能性があることを述べており、蔡英文総統はワクチンの契約を妨害してるとして中国を非難した。台湾当局は鴻海精密工業の創業者の郭台銘およびTSMCと復星医薬の交渉を許可し、復星医薬は台湾の鴻海とTSMCにバイオンテックのワクチンを1000万回分提供することを発表した。

### 緊急使用許可
2020年11月10日には、米国で第III相臨床試験の中間分析が肯定的な結果であったことに続き、バイオンテックとファイザーは、FDA（アメリカ食品医薬品局）にEUA（緊急使用許可）を申請した。これは12月中旬までに審査される予定となっている。FDAは、EUAが「現在生じているCOVID-19のパンデミックのような公衆衛生上の緊急事態において、ワクチンを含む医療対策を容易に利用可能とするメカニズム」であるとする文書を発表しており、今回申請したEUAが認められれば、安全性および有効性のデータを確定するための第III相臨床試験を継続して実施し、アメリカでのライセンス申請（承認）へつながることが期待される。2020年11月には、ファイザーはカナダでもEUA申請書を提出した。